# Alsmoos
Alsmoos ist ein Pfarrdorf und Ortsteil von Petersdorf im Landkreis Aichach-Friedberg, der zum Regierungsbezirk Schwaben in Bayern gehört.

Zur Gemarkung gehört auch das Dorf Gebersdorf.

Im örtlichen westmittelbairischen Dialekt heißen die beiden Orte Oismous und Gebaschdorf.

## Geographie
Alsmoos und Gebersdorf liegen im Donau-Isar-Hügelland und damit im Unterbayerischen Hügelland, das zum Alpenvorland, einer der Naturräumlichen Haupteinheiten Deutschlands gehört.
Alsmoos liegt direkt nordöstlich angrenzend an den Hauptort Petersdorf, Gebersdorf einen halben Kilometer nordöstlich davon. Die Nachbarorte sind weiterhin Hohenried und Schönleiten im Nordwesten, der Pöttmeser Ortsteil Gundelsdorf im Norden und der Hollenbacher Ortsteil Mainbach im Osten.
Direkt westlich an Alsmoos und Gebersdorf vorbei führt die nordöstlich-südwestlich verlaufende Staatsstraße St 2035 von Neuburg an der Donau nach Augsburg. Diese wird im so genannten Gebersdorfer Kreuz von der nordwestlich-südöstlich verlaufenden Staatsstraße St 2047 von Rain am Lech nach Aichach gekreuzt, die quer durch Gebersdorf und östlich an Alsmoos vorbei führt. Direkt durch Alsmoos hindurch führt die von Westen nach Osten verlaufende Kreisstraße AIC 8, die von Aindling kommend nach Alsmoos in die St 2047 mündet.

## Geschichte
Die katholische Pfarrei St. Johannes Baptist in Alsmoos gehört zur Pfarreiengemeinschaft Aindling im Dekanat Aichach-Friedberg im Bistum Augsburg. Zur Pfarrei gehören auch noch die Filiale Sankt Nikolaus in Petersdorf sowie die Orte Gebersdorf, Indersdorf und Weichenberg. 2013 gehörten der Pfarrei ca. 704 Katholiken an.

Die Pfarrkirche besteht aus einem romanischen Langhaus mit einem Chor aus dem 15. Jahrhundert. In der 1. Hälfte des 18. Jahrhunderts wurde die Kirche umgestaltet. Unter Denkmalschutz steht ferner die 1965 erbaute katholische Marienkapelle an der Straße nach Gebersdorf.
In Alsmoos gab es das Adelsgeschlecht der Alemsmoser, das um das Jahr 1300 den Ort verlassen hat und noch über hundert Jahre im Ries bei Nördlingen ansässig war.
Seit dem zweiten Gemeindeedikt von 1818 bis 30. April 1978 war Alsmoos mit seinem Ortsteil Gebersdorf eine selbstständige Gemeinde im Landgericht Aichach beziehungsweise seit der Trennung von Justiz und Verwaltung am 1. Juli 1862 im oberbayerischen Bezirksamt Aichach (ab 1939 Landkreis Aichach) und mit der Landkreisreform ab 1. Juli 1972 im neuen schwäbischen Landkreis Aichach-Friedberg, der bis 30. April 1973 den Namen Landkreis Augsburg-Ost trug. Im Zuge der Gebietsreform in Bayern wurde Alsmoos mit Gebersdorf am 1. Mai 1978 in die Gemeinde Petersdorf eingegliedert.

## Ehrenbürger
- Wolfgang Lorenz Freiherr von Schaezler  (* 23. April 1880 in Augsburg; † 5. Juni 1967 ebenda), Jurist und Gutsverwalter